# Ив Монтан
Ив Монтан (на френски: Yves Montand) е френски актьор и певец от италиански произход.

## Биография
Роден е като Иво Ливи (на италиански: Ivo Livi) в Монсумано Терме в Тоскана, Италия на 13 октомври 1921 г. в бедното семейство на Джовани Ливи, убеден комунист, (вероятно) евреин, и Джузепина Симони, ревностна католичка. Иво е най-малкият от трите деца в семейството. Това е работническо и войнствено семейство, което предава на Иво своята привързаност към комунизма. Докато е все още момче, семейството се мести да живее в Марсилия, Франция.
Артистичната си кариера започва като певец в кинотеатри и клубове. За първи път ползва псевдонима Ив Монтан на 17-годишна възраст. В Париж през 1944 година го забелязва Едит Пиаф и за известно време е негова любовница и покровителка. През 1949 година среща актрисата Симон Синьоре и се жени за нея през 1951 г. През 1960 година има любовна афера с Мерилин Монро по време на снимането на филма „Хайде да правим любов“ (с френско заглавие „Милиардерът“). Симон Синьоре никога не му прощава за тази афера и макар да остават женени до нейната смърт през 1985 година, връзката им не е същата и тя започва да пие и пуши в много по-големи количества.
Три години преди смъртта на Ив Монтан, последната му приятелка, Карол Амиел, му ражда син, Валантен Ливи, което прави Монтан извънредно щастлив.
Ив Монтан почива на 9 ноември 1991 г. в Санлис, Франция след възпаление на дробовете и сърдечен удар вследствие снимане на филм в лошо време.
Твърдението за еврейския произход на Монтан е спорно и се основава само на приликата на фамилното име Ливи с еврейското Леви. Самият Ив Монтан никога не е казвал, че е евреин, още повече, че майка му е била ревностна католичка. Малките имена, както на родителите му Джовани и Джузепина (имена с библейски произход, масово използвани в Италия), така и на брат му Джулиано или Жюлиен (име с римски произход) и сестра му Лидия (име с гръцки произход), не са еврейски. Името „Иво“ е вариант на бащиното „Джовани“, което е италианският еквивалент на „Иван“.
Гласът на Ив Монтан и до днес е считан за един от най-хубавите френски гласове. Песни за обикновените хора, песни за Париж, песни за провинцията пълнят душата на хората с топли чувства, а изпълнението му на „Мъртви листа“ (златна грамофонна плоча, след като е издадена в един милион екземпляра) е символ за романтика на не едно поколение почитатели.
На сцената Ив Монтан е чаровен, артистичен, иновативен. През първите години се старае да копира Фред Астер, но постепенно придобива свой стил и през 50-те и 60-те години става лицето на френския мюзикхол. В сътрудничество с поета Жак Превер, композитора Жозеф Козма и оркестъра на Боб Кастела, Ив Монтан сътворява най-добрите си изпълнения. Превер е кум на Монтан и Синьоре, а пианистът Боб Кастела става близък приятел на Монтан и му акомпанира през целия му живот.
След 1968 г. Ив Монтан се отдава изключително на артистична кариера. Той е завършен киноартист. За света е открит с филма „Възнаграждение за страха“ (1953 г.), след който следват няколко десетки други филми, повечето от които са добре приети от критика и публика. Най-продуктивно е десетилетието 1970 – 1980 г. когато филмите с негово участие са 16.
По случай 60-ата си годишнина Ив Монтан прави юбилеен концерт в парижката зала „Олимпия“, повтарян многократно след това в столицата и на турне в провинцията. Публиката демонстрира своята обич към певеца и в залите няма празни места.
Ив Монтан никога не е членувал в политическа партия, но винаги се е застъпвал за една или друга лява кауза. В течение на живота му неговите убеждения претърпяват еволюция, преминавайки от комунистически към либерални.
Поради бедния си емигрантски произход и под влиянието на баща си, отначало Монтан е симпатизант и поддръжник на Френската комунистическа партия. Дори унгарското въстание в 1956 г. не му повлиява да отмени заплануваното турне в Съветския съюз. Там му отдават висока почит и даже има дълъг разговор със самия Никита Хрушчов, по време на който Монтан разпитва за причините за съветската инвазия в унгарската столица.
И през следващата 1957 г. Монтан, придружен от Синьоре, предприема ново триумфално турне във всички страни на източния блок. Той обаче е обзет от разочарование и илюзиите му падат след като вижда конкретното приложение на комунизма в тези страни.
Гръцкият режисьор Коста Гаврас става близък приятел на Монтан и Синьоре и също им оказва влияние. На Монтан са поверени главните роли в три негови филма: „Z“, „Признание“ и „Обсадно положение“, в които героят му се противопоставя съответно на крайно десните терористи в Гърция, на авторитарната диктатура в социалистическа Чехословакия и на екстремната левица в една южноамериканска страна. Тази филмова трилогия осъжда екстремизма във всяко едно от неговите проявления.
В 1968 г. във връзка с погрома на Пражката пролет политическите убеждения и ангажименти на Монтан претърпяват нов удар и той решава окончателно да скъса с френската комунистическа партия.
През февруари 1974 г., за да подкрепи чилийските бежанци и да осъди преврата на генерал Пиночет, Ив Монтан дава специален рецитал в зала „Олимпия“, от който възниква и документалният филм „Самотата на певеца на дълги разстояния“.
Монтан подкрепя движението за правата на човека. През 80-те години се ангажира и за каузата на полския синдикат „Солидарност“.
В телевизионно предаване Монтан признава, че нищо не разбирал от икономика, но въпреки това бил вече склонен да мисли, че „либерален капитализъм“ е вероятно най-добрата обществена система.

## Избрана филмография
| година | филм                           | оригинално заглавие    | роля                       | режисьор        | бележки |
| ------ | ------------------------------ | ---------------------- | -------------------------- | --------------- | ------- |
| 1946   | Звезда без светлина            |                        |                            |                 |         |
| 1946   | Вратата на нощта               |                        |                            |                 |         |
| 1947   | Идолът                         |                        |                            |                 |         |
| 1953   | Възнаграждение за страха       | Le salaire de la peur  | Марио                      | Анри-Жорж Клузо |         |
| 1955   | Героите са уморени             |                        |                            |                 |         |
| 1957   | Хора и вълци                   |                        |                            |                 |         |
| 1957   | Салемските вещици              |                        |                            |                 |         |
| 1957   | Големият син път               |                        |                            |                 |         |
| 1959   | Законът                        | La legge               | Матео Бриганте             | Жул Дасен       |         |
| 1960   | Хайде да правим любов          |                        |                            |                 |         |
| 1961   | Светилище                      |                        |                            |                 |         |
| 1965   | Убийство в спалните вагони     |                        |                            |                 |         |
| 1966   | Войната свърши                 |                        |                            |                 |         |
| 1966   | Гори ли Париж?                 |                        |                            |                 |         |
| 1966   | Голямата награда               |                        |                            |                 |         |
| 1969   | Z                              | Z                      | депутат Григорис Ламбракис | Костас Гаврас   |         |
| 1970   | Признанието                    |                        |                            |                 |         |
| 1970   | Червеният кръг                 | Le Cercle rouge        | Янсен                      | Жан-Пиер Мелвил |         |
| 1971   | Лудостта на величията          | La Folie des grandeurs | Блаз                       | Жерар Ури       |         |
| 1972   | Всичко е наред                 |                        |                            |                 |         |
| 1972   | Сезар и Розали                 |                        |                            |                 |         |
| 1973   | Обсадно положение              |                        |                            |                 |         |
| 1974   | Венсан, Франсоа, Пол и другите |                        |                            |                 |         |
| 1975   | Дивакът                        |                        |                            |                 |         |
| 1977   | Питон 357                      |                        |                            |                 |         |
| 1978   | Пътищата на юг                 |                        |                            |                 |         |
| 1979   | Сияние на жена                 |                        |                            |                 |         |
| 1979   | И като Икар                    |                        |                            |                 |         |
| 1981   | Избор на оръжие                |                        |                            |                 |         |
| 1983   | Ало, келнер                    |                        |                            |                 |         |
| 1986   | Жан дьо Флорет                 |                        |                            |                 |         |
| 1986   | Манон от извора                | Manon des sources      | Сезар (Папе) Суберан       | Клод Бери       |         |
| 1986   | Старецът и детето              |                        |                            |                 |         |
| 1991   | Завръщането на Нечаев          |                        |                            |                 |         |
| 1992   | ИП-5                           |                        |                            |                 |         |